# Bangana behri
Bangana behri es una especie de pez de la familia de los Cyprinidae en el orden de los Cypriniformes.

## Morfología
Los machos pueden llegar alcanzar los  cm de longitud total.

## Hábitat
Es un pez de agua dulce.

## Distribución geográfica
Se encuentran en las cuencas de los ríos Mekong, Chao Phraya y Maeklong.